# Roland Wetzig
Roland Wetzig (Oschatz, 24 luglio 1959) è un ex bobbista tedesco.

## Biografia
Ai XIII Giochi olimpici invernali (edizione disputatasi nel 1980 a Lake Placid, Stati Uniti d'America) vinse la medaglia di bronzo nel Bob a quattro con i connazionali Horst Schönau, Detlef Richter e Andreas Kirchner, partecipando per la nazionale tedesca (Germania Est), venne superata da quella svizzera e dall'altra tedesca.
Il tempo totalizzato fu di 4:00,97 con un distacco di poco più di un secondo rispetto alle altre classificate 3:59,92 e 4:00,87 e i loro tempi. Vinse una medaglia d'oro nel bob a quattro nei XIV Giochi olimpici invernali.
Inoltre ai campionati mondiali vinse alcune medaglie:
- nel 1982, argento nel bob a quattro con Bernhard Lehmann, Bogdan Musiol e Eberhard Weise.[3]
- nel 1987, argento nel bob a quattro